# Liên đoàn bóng đá Aruba
Liên đoàn bóng đá Aruba (tiếng Hà Lan: Arubaanse Voetbal Bond, AVB) là tổ chức quản lý, điều hành các hoạt động bóng đá ở Aruba, bao gồm bóng đá nghiệp dư, chuyên nghiệp, các đội tuyển quốc gia và đội tuyển trẻ, bổ nhiệm trọng tài, tổ chức các giải bóng đá. Trụ sở Liên đoàn đặt tại Tổ hợp thể thao Frans Figaroa ở thành phố Noord. Liên đoàn quản lý đội tuyển bóng đá quốc gia nam và các đội U20, U17. Dù được thành lập từ năm 1932 nhưng đến năm 1988 Liên đoàn mới gia nhập FIFA và CONCACAF.

## Các giải bóng đá chuyên nghiệp
Liên đoàn tổ chức giải bóng đá chuyên nghiệp ở Aruba gồm giải Ngoại hạng với 10 đội bóng, các giải cấp thấp hơn là Hạng nhất, Hạng nhì. Ngoài ra Liên đoàn còn tổ chức giải bóng đá nữ và bóng đá trẻ (U20).
Từ năm 2005 Liên đoàn tổ chức Cúp bóng đá Aruba dành cho các đội bóng ở cả ba hạng đấu.